# Krzysztof Putra
Krzysztof Jakub Putra (ur. 4 lipca 1957 w Józefowie, zm. 10 kwietnia 2010 w Smoleńsku) – polski mechanik i polityk. Wicemarszałek Senatu VI kadencji w latach 2005–2007 i wicemarszałek Sejmu VI kadencji w latach 2007–2010. Poseł na Sejm X, I i VI kadencji (1989–1993, 2007–2010) i senator VI kadencji (2005–2007), w 2004 przewodniczący Sejmiku Województwa Podlaskiego.

## Życiorys
Miał wykształcenie średnie, ukończył Technikum Mechaniczne w Białymstoku. Działał w branżowych związkach zawodowych. Od 1975 do 1994 pracował jako robotnik w Fabryce Przyrządów i Uchwytów w Białymstoku, od 1985 do 1986 pełnił funkcję wiceprzewodniczącego rady pracowniczej FPiU, a w okresie 1987–1988 jej przewodniczącego. Od sierpnia 1980 należał do Niezależnego Samorządnego Związku Zawodowego „Solidarność”.
Sprawował mandat posła na Sejm X kadencji z ramienia Komitetu Obywatelskiego „Solidarność”, a w latach 1991–1993 z listy Porozumienia Obywatelskiego Centrum. W 1990 objął funkcję prezesa zarządu wojewódzkiego Porozumienia Centrum. W 2001 był jednym z współzałożycieli Prawa i Sprawiedliwości, przed śmiercią sprawował funkcję prezesa PiS regionu podlaskiego. W latach 2002–2005 zasiadał w sejmiku podlaskim II kadencji, od maja do czerwca 2004 pełnił funkcję jego przewodniczącego.
W wyborach parlamentarnych w 2005 został wybrany na senatora w okręgu podlaskim. Od 27 października 2005 do 4 listopada 2007 pełnił funkcję wicemarszałka Senatu.
W wyborach parlamentarnych w 2007 uzyskał mandat poselski, otrzymując w okręgu podlaskim 53 651 głosów. 5 listopada 2007 klub parlamentarny PiS zgłosił jego kandydaturę na stanowisko Marszałka Sejmu, przegrał jednak z kandydatem Platformy Obywatelskiej Bronisławem Komorowskim stosunkiem głosów 160:292. 6 listopada tego samego roku został wybrany na wicemarszałka Sejmu.
Zginął 10 kwietnia 2010 w katastrofie polskiego samolotu Tu-154M w Smoleńsku w drodze na obchody 70. rocznicy zbrodni katyńskiej. 20 kwietnia 2010 został pochowany na cmentarzu św. Rocha w Białymstoku.

## Odznaczenia i upamiętnienie
W 2008 został odznaczony portugalskim Krzyżem Wielkim Orderu Zasługi, a w 2010 pośmiertnie odznaczony Krzyżem Komandorskim z Gwiazdą Orderu Odrodzenia Polski.
W 2011 odsłonięto poświęconą mu tablicę pamiątkową w kościele św. Kazimierza w Białymstoku. W tym samym roku został mu pośmiertnie nadany tytuł honorowego obywatela Łap. W 2012 jego imieniem zostało nazwane rondo w Białymstoku.

## Życie prywatne
Był żonaty z Elżbietą, miał ośmioro dzieci (dwie córki i sześciu synów). Jego krewnym był Aleksander Putra, poseł na Sejm Ustawodawczy z ziemi suwalskiej i działacz ludowy. Był kuzynem Tomasza Putry (selekcjonera reprezentacji Polski w rugby union mężczyzn), a także stryjem pływaczki Alexandry Putry.